# Чалый, Валерий Алексеевич
Валерий Алексеевич Чалый (укр. Валерій Олексійович Чалий; род. 1 июля 1970, Винница) — украинский политический эксперт. Заместитель Главы Администрации Президента Украины (2014—2015). Чрезвычайный и полномочный посол Украины в США (2015—2019) и в Тринидаде и Тобаго (2016—2019).

## Образование
В 1992 году окончил Винницкий государственный педагогический институт (исторический факультет). В 1995 году — аспирантуру Института международных отношений Киевского национального университета имени Тараса Шевченко (факультет международного права).

## Трудовая деятельность
В 1995 году — старший консультант группы помощников и референтов Президента Украины Леонида Кучмы, которой руководил первый помощник главы государства Александр Разумков.
В 1995—1997 годах — директор международных правовых программ Украинского центра экономических и политических исследований (в 2000 году центру было присвоено имя Александра Разумкова).
В 1997—1999 годах — помощник заместителя Секретаря Совета национальной безопасности и обороны Украины Александра Разумкова. Секретарём СНБОУ в те годы был Владимир Горбулин.
С декабря 1999 года — директор международных программ Центра Разумкова.
С мая 2000 года — внештатный консультант Комитета по иностранным делам Верховной рады Украины.
С января 2002 года — член научного совета Министерства иностранных дел Украины.
С декабря 2002 года — член научно-экспертного совета при Комитете ВР по вопросам европейской интеграции.
С ноября 2006 года — заместитель генерального директора Центра Разумкова, директор международных программ.
С ноября 2009 по апрель 2010 года — заместитель Министра иностранных дел.
С мая 2010 года — заместитель генерального директора Центра Разумкова.
Чрезвычайный и полномочный посланник II класса.
С 19 июня 2014 по 10 июля 2015 года — заместитель Главы Администрации Президента Украины.
С 10 июля 2015 по 19 июля 2019 года — чрезвычайный и полномочный посол Украины в США.
С 12 апреля 2016 по 19 июля 2019 года — чрезвычайный и полномочный посол (по совместительству) в Тринидаде и Тобаго.
1 ноября 2018 года были введены российские санкции против 322 граждан Украины, включая Валерия Чалого.
14 октября 2019 года в интервью украинскому интернет-изданию «Левый берег» сообщил, что уволился с госслужбы в Министерстве иностранных дел Украины из-за «подходов нынешней президентской канцелярии, которые противоречат его представлениям о традиционной дипломатии».

## Критика
В ноябре 2019 года советник президента Украины Владимира Зеленского Игорь Новиков обвинил Валерия Чалого в «саботировании работы Офиса президента Украины по организации официального визита Зеленского в Вашингтон», попытках «вмешиваться в американскую политику и манипулировать партнёрами Украины» и в «несоответствии занимаемой должности» из-за ситуации со встречами в США генерального прокурора Украины Юрия Луценко с личным юристом президента США Дональда Трампа Руди Джулиани. Претензии по поводу саботирования организации визита Владимира Зеленского в Вашингтон Чалому выдвинул и помощник президента Украины Андрей Ермак, заявив в интервью BBC, что Чалый «работает как-то так, что у нас нет ощущения, что на должном уровне интересы государства сегодня представлены в США».
В августе 2018 года Министерство внутренних дел Украины подвергло публичной критике заявления Валерия Чалого о нецелесообразности закупки Украиной вертолётов у французской компании Airbus Helicopters в рамках межправительственного контракта с Францией о создании системы авиационной безопасности и защиты. Заместитель министра внутренних дел Украины Сергей Гончаров назвал заявления Чалого «непродуктивными» и находящимися «вне сферы его компетенции и ответственности».

## Личная жизнь
Жена Людмила Мазука (род. 1968) — кандидат исторических наук. Дочь Ольга (род. 1998), увлекается нумизматикой. Сын Ярослав (род. 2003).

## Награды
- Орден «За заслуги» ІІІ степени (2017)[13]